# Kuripan Kidul
Kuripan Kidul is een bestuurslaag in het regentschap Cilacap van de provincie Midden-Java, Indonesië. Kuripan Kidul telt 7331 inwoners (volkstelling 2010).